# Nikolaus Federmann
Nikolaus Federmann (1506 Ulm - únor 1542 Valladolid) byl německý conquistador, průzkumník jihoamerického kontinentu a viceguvernér s plnou mocí Malých Benátek, soukromé kolonie německého finančnického rodu Welserů.
Dne 13. září 1530 vyrazil z přístavu Coro v Malých Benátkách a zamířil do vnitrozemí hledat bájné Eldorado. Cestou pronikl až k řekám Rio Cojedes a Rio Portuguesa v centrální Venezuele, avšak kvůli útokům indiánů se musel vrátit zpět. V roce 1536 podnikl druhou výpravu z mysu Vela, při níž založil město Riohacha. Při cestě k Rio Portuguesa mu však zahradili cestu Španělé, musel se proto stočit na jih. Následně se vyhnul souběžné expedici malobenátského guvernéra Georga Hohermutha, snad kvůli neochotě podřídit se jeho velení. Federmann doputoval až na bogotsou náhorní plošinu, zde se setkal se španělskými conquistadory Gonzalo Jimenézem de Quesadou a Sebastiánem de Belalcázarem. Ti mu za jeho stažení se vyplatili slušnou částku. Federmann se následně po toku řeky Magdaleny dostal na pobřeží a odtud se pak vrátil do Evropy.